# Peloduro
Julio Emilio Suárez Sedraschi, conocido como Peloduro (Salto, 16 de septiembre de 1909 - Montevideo, 15 de agosto de 1965), fue un caricaturista, historietista y periodista uruguayo.

## Biografía
Julio E. Suárez fue uno de los pioneros de la historieta en Uruguay. Realizó estudios de arquitectura y estuvo siempre relacionado con el sector cultural, intelectual y artístico, destacándose por su representación humorística de la realidad política y social imperante.

Revista Peloduro n.º 60. 20 de noviembre de 1946.

Inició su labor en el año 1934 en la revista Mundo Uruguayo con dos series de dibujos: "Ríase o no" y "Contra-refranes". Siguió colaborando con Mundo Uruguayo hasta 1950.
Su obra más famosa y longeva fue "Peloduro", una tira cómica diaria con personajes inspirados en la realidad uruguaya del momento, creada en 1933 y publicada en los diarios El País, La Mañana, El Nacional, El Popular, Marcha, Época, Justicia y El Diario. El nombre Peloduro fue además el título de un semanario de humor que Julio E. Suárez creó y dirigió entre 1943 y 1964.
Utilizó a lo largo de su carrera diversos sinónimos entre los que se encuentran: "Pelo", "Marcos Tuáin", "Pepe Repepe" y "El Mono". Los más conocidos fueron "JESS" y "Peloduro".
Además de su labor como dibujante, trabajó como periodista y libretista de la emisora de radio CX 24 de Montevideo, y se desempeñó como profesor de dibujo de la Escuela de Artes Comerciales. Fue el creador del personaje "Marieta Caramba", a quien caracterizó con su voz la actriz Jebele Sand en CX 30 Radio Nacional.
Entre otros de sus personajes más conocidos se encuentran "La Porota", "El Pulga" y la historieta de género infantil "Cocona en el país de las Hormigas" (1938).

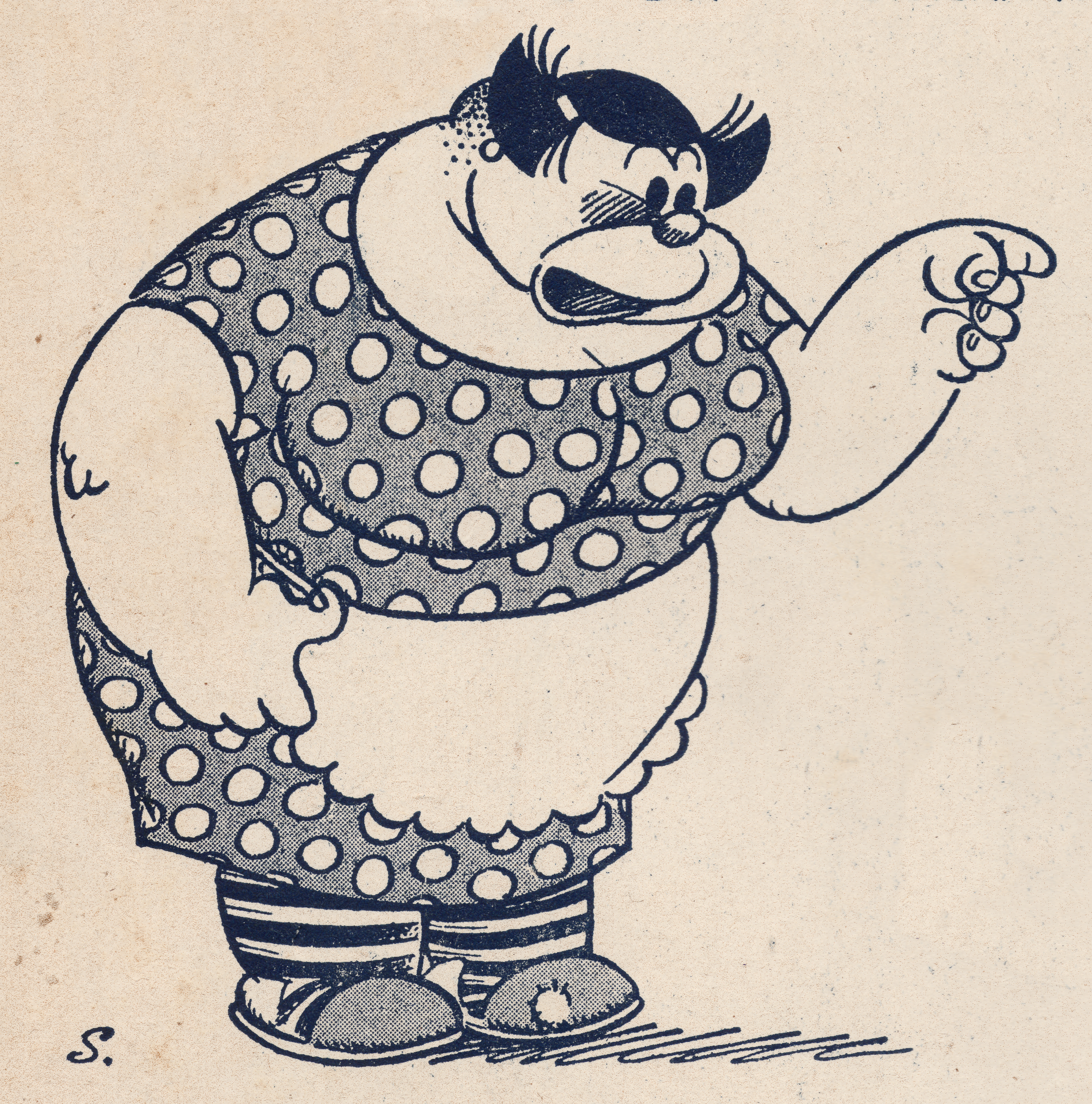
La Porota, personaje creado por Julio E. Suárez. 1946.

## Premios
En 1941 se le concede el premio de la Comisión Municipal de Cultura en reconocimiento a sus 50.000 historietas. Ese mismo año obtiene el segundo premio por la realización del afiche de Carnaval.

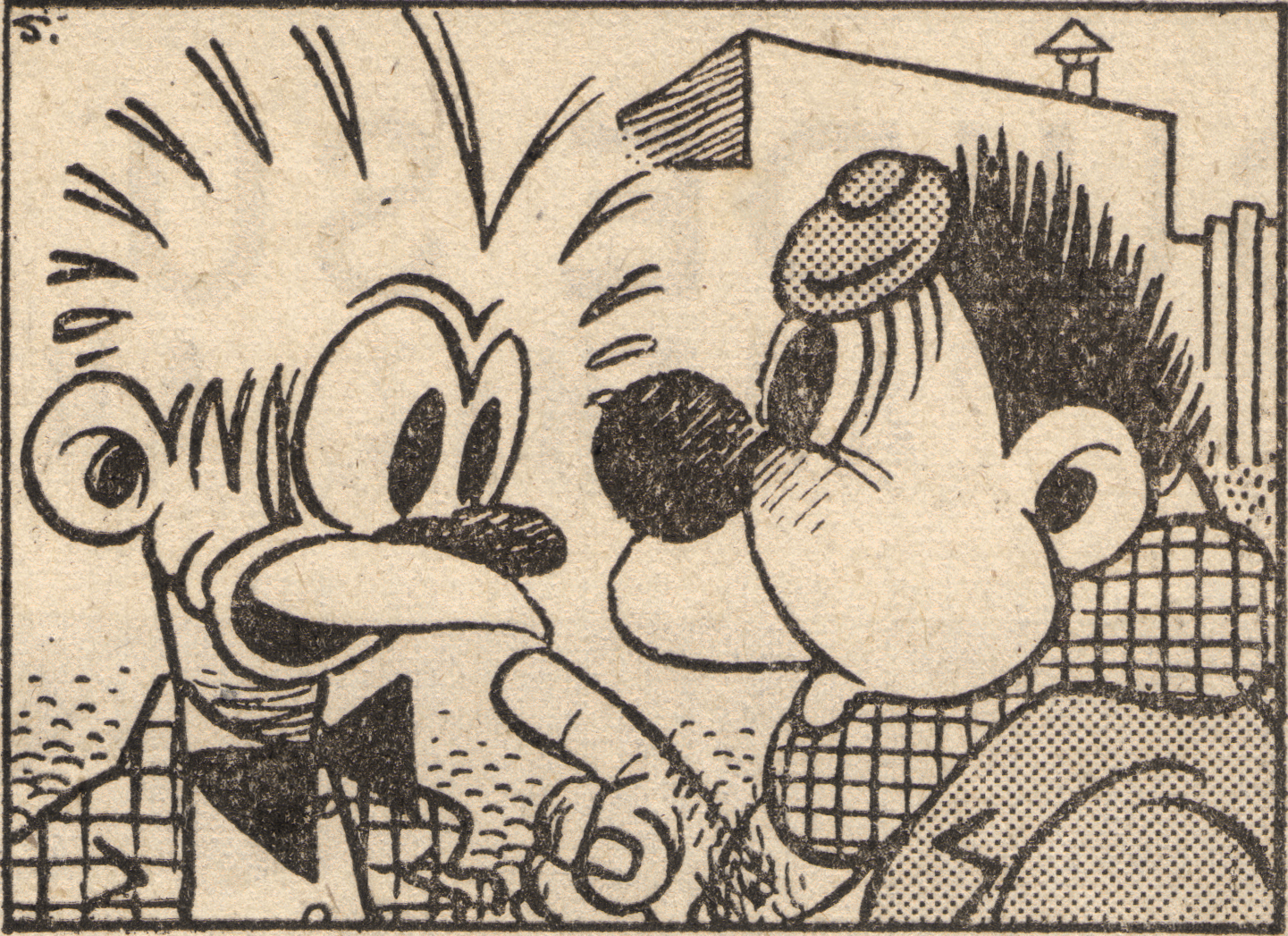
Peloduro y El Pulga, dos de los personajes más famosos de Julio E. Suárez.

## Homenajes
En 1967 se publicaron, en forma póstuma, dos recopilaciones de artículos: "Diccionario del Disparate" y "Comentarios internacionales de 'El Pulga'".
Desde 1996, el Museo de Humor y la Historieta de la ciudad de Minas, fundado en 1992, lleva su nombre, al igual que una calle de la ciudad de Montevideo.
A partir del 2011, en Uruguay se celebra el Día de la Historieta el 16 de septiembre, en honor del nacimiento de Suárez. Originalmente se estableció como "día del historietista", pero en 2012 se cambió el nombre a "Día de la Historieta Uruguaya", para acompasar no solo a los creadores, sino a la obra misma y a los lectores.